# Askos

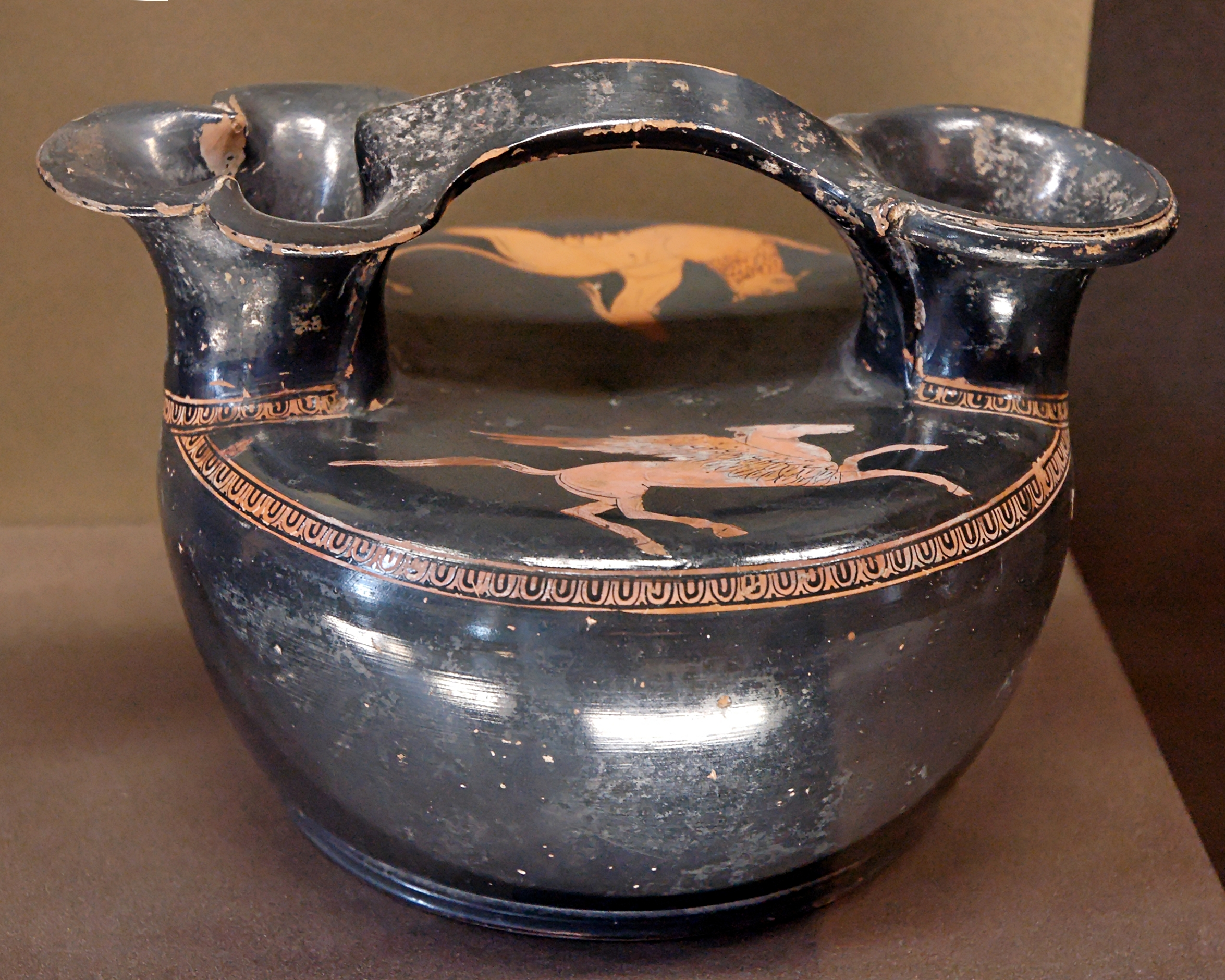
Askos attique à double embouchure, vers 420-410 av. J.-C.

L'askos (en grec ancien ἀσκός) est un petit vase à versoir latéral muni d'une anse de panier, dont la forme dérive de la gourde et de l'outre,. La forme a été employée par les Grecs antiques et par les Étrusques. Le nom est moderne ; on ignore celui que les Grecs donnaient à cette forme.

## Art étrusque
Les askos étrusques sont souvent zoomorphes comme l'askos Benacci de Bologne, en terre cuite, ou l'askos en bovidé du Musée archéologique national de Tarquinia.